# سويرجتوبليستان
سويرجتوبليستان (بالسويدية: Sverigetopplistan) هي منظمة مختصة بمراقبة أخبار التسجيلات في السويد، تم تأسيسها في سنة 1975 تحت اسم توبليستان (بالسويدية: Topplistan) وثم تغيير إسمها في سنة 1997 وفي سنة 2007 تم تغيير إسمها إلى سويرجتوبليستان، تقوم هذه المنظمة بعرض قائمة أفضل التسجيلات شعبية في السويد في كل إسبوع.